# 切尼达县
切尼达（Jhenaidah District）为孟加拉国库尔纳专区辖县，地处孟加拉国西南部。县境北与库什蒂亚县接壤，南与杰索尔县和印度西孟加拉邦毗邻，东接拉杰巴里、马古拉县，西连朱瓦当加县和印度西孟加拉邦。年平均降雨量1,467毫米，平均气温11.2ºC（最低）至37.1ºC（最高）。县域总面积1,949.62公里²，总人口1,579,490人（1991），全县共分为6乌帕齐拉。